# Zbigniew Graczyk (lekkoatleta)
Zbigniew Graczyk (ur. 4 lipca 1978) – polski lekkoatleta, specjalizujący się w biegach średniodystansowych, w szczególności w biegu na 1500 metrów. Reprezentant kraju w pucharze Europy i halowej wersji tej imprezy. Uczestnik halowych mistrzostw świata (2003) i letniej uniwersjady (2003). Czterokrotny medalista mistrzostw Polski seniorów na stadionie (w tym dwa razy mistrz kraju) oraz pięciokrotny w hali (z czego raz złoty).
Absolwent Zamiejscowego Wydziału Kultury Fizycznej w Gorzowie Wielkopolskim. Po zakończeniu kariery nauczyciel wychowania fizycznego.

## Osiągnięcia
| Rok  | Impreza                   | Miejsce    | Konkurencja    | Pozycja    | Wynik   |
| ---- | ------------------------- | ---------- | -------------- | ---------- | ------- |
| 2002 | Puchar Europy             | Annecy     | bieg na 3000 m | 6. miejsce | 8:16,68 |
| 2003 | Halowy puchar Europy      | Lipsk      | bieg na 1500 m | 3. miejsce | 3:42,55 |
| 2003 | Halowe mistrzostwa świata | Birmingham | bieg na 1500 m | eliminacje | 3:49,39 |
| 2003 | Puchar Europy             | Florencja  | bieg na 800 m  | 6. miejsce | 1:49,60 |
| 2003 | Letnia uniwersjada        | Daegu      | bieg na 1500 m | 4. miejsce | 3:44,01 |
| 2004 | Halowy puchar Europy      | Lipsk      | bieg na 1500 m | 3. miejsce | 3:50,31 |
| 2004 | Puchar Europy             | Bydgoszcz  | bieg na 1500 m | 6. miejsce | 3:52,08 |

## Rekordy życiowe
Na stadionie
- bieg na 800 metrów – 1:47,21 (16 czerwca 2002, Warszawa)
- bieg na 1000 metrów – 2:20,44 (23 sierpnia 2002, Sondershausen)
- bieg na 1500 metrów – 3:37,09 (14 czerwca 2003, Ostrawa) – 10. wynik w historii polskiej lekkoatletyki[3]

W hali
- bieg na 1500 metrów – 3:42,36 (7 lutego 2003, Chemnitz) – 9. wynik w historii polskiej lekkoatletyki
- bieg na 3000 metrów – 8:11,18 (17 lutego 2002, Spała)